# Bergslagsposten
Bergslagsposten var en liberal morgontidning som grundades 1892. År 1943 köptes tidningen av advokat Claës Ljung, som även var ägare till Nerikes Allehanda. Bergslagsposten slogs samman med Nerikes Allehanda 2006.

## Historia
Fullständiga titeln var först Bergslagsposten Tidning för Lindes och Nora bärgslager samt Kopparbärg och Södra Dalarne. Tidningen gav ut i Köping från 1 juni 1892 till 15 december 1893 och sedan i Lindesberg från 20 december 1893. Trycktes i Köping å Bärgslagsbladets tryckeri från 1892 till 15 december 1893 och sedan i Lindesberg, på Bärgslagspostens tryckeri i Lindesberg. Typsnitt var antikva..
Tidningen var då tvådagars utgiven onsdagar och lördagar med 4 sidor per nummer. i folioformat. Tidnings bilagor Våra Bygder i ord och bild, ett eller fler häfte årligen från 1897 med illustrationer, och Bärgslagspostens bilagsbibliotek, 1 eller flera häften årligen från 1898 innehållande avhandlingar i trädgårdsskötsel med mera i oktavformat.
Första utgivbeviset för tidningen utfärdades för redaktören Alfred Stärner den 12 maj 1892 i Köping
Den redigerades sedan av E. G. Torgny 1 december 1893 till 31 juli 1894 och Joh. F. Nelson från 14 september 1894 Johan Maximilian Rooth (sign. J. R.) var redaktionssekreterare från september 1896 till december 1897. och Carl Gustaf Ekman medarbetare häri från 1 november 1896 till 1 april 1897.
Tidningen var liberal och grundades år 1892 av riksdagsmannen och nykterhetskämpen Alfred Stärner i Köping. Bergslagsposten var då en avläggare till Stärners tidning Bärgslagsbladet i Köping. Sista chefredaktör och ansvarig utgivare var Göran Karlsson.
Bergslagsposten var i slutet en sexdagarstidning med huvudsakligt spridningsområde i Lindesbergs, Ljusnarsbergs och Hällefors kommuner, samt genom samarbete med Nerikes Allehanda även i Nora kommun. Huvudkontoret var placerat i Lindesberg, och lokalredaktioner fanns i Kopparberg (Ljusnarsberg), Hällefors, Nora och Frövi. Fram till 1993 fanns även den så kallade Dalaupplagan med spridning och redaktioner i Ludvika och Smedjebackens kommuner.
I anknytning till tidningen fanns fram till 2002 ett företags- och tidningstryckeri. Förutom Bergslagsposten trycktes bland annat Nya Ludvika Tidning samt Lyckoslanten och Moderata Ungdomsförbundets medlemstidning, Moderat Debatt, där.

### Tidslinje
- 1892 - Bergslagsposten grundas.
- 1943 - Tidningen köpts av advokat Claës Ljung i Örebro, som även äger Nerikes Allehanda.
- 1967 - Bergslagsposten blir sexdagarstidning.
- 2002 - Företagstryckeriet läggs ner och tidningen börjar tryckas på Nerikes Allehandas press från och med april 2002.
- 2006 - Tidningen slås samman med Nerikes Allehanda från och med 4 december 2006.
- 2010 - Namnet Bergslagsposten upphör. Istället införs en deltidning i Nerikes Allehanda som kallas "Bergslagen".

### Chefredaktörer
- Alfred Stärner (1892-1893)
- J Fr Nelson (1894-1916)
- Helge Berglund (1916-1926)
- O Kihlström (1926-1927)
- Nils Wennerström (1927-1938)
- Hans Enström (1938-1944)
- Sture Rosén (1944-1950)
- Karl Andersson (1950-1966)
- Tore Sandvall (1966-1968)
- Gunnar Svensson (1968-1971)
- Jörgen Sund (1971-1982)
- Ingemar Anderson (1982-1999)
- Göran Karlsson (1999-2006)